# 伊香保ケーブル鉄道
伊香保ケーブル鉄道（いかほケーブルてつどう）は、かつて群馬県北群馬郡伊香保町（現・渋川市）にあった新伊香保駅から榛名山駅に至るケーブルカー路線および、それを運営していた鉄道会社である。

## 路線データ
- 路線距離（営業キロ）：2.0 km
- 軌間：1,067 mm
- 駅数：2（起終点駅含む）
- 高低差：440 m

## 歴史
伊香保温泉から榛名山のヤセオネ峠を登るケーブルカーとして1929年9月6日に関東鋼索鉄道により開業。会社設立には上毛電気鉄道社長で製紙王と呼ばれた大川平三郎が関与していた。傾斜長2,090 mは、当時愛宕山鉄道鋼索線 (2,135 m) に次ぐものであった（伊香保ケーブル鉄道廃止後は2,025 mの比叡山鉄道坂本ケーブルが日本最長となっている）。新伊香保駅までは東武伊香保軌道線（1956年廃止）の伊香保駅からバスで連絡していた。
1934年には社名が「伊香保ケーブル鉄道」に改められた。しかし、その後の太平洋戦争により不要不急線として1944年に休止され、金属類回収令のため客車、レールが撤去された。
戦後、休止から18年後の1961年に運転を再開したが、輸送数は10万人程度と戦前の実績を下回り、更にはモータリゼーションの波に飲まれて輸送数は減少に転じ、並行して1962年10月に伊香保榛名有料道路（1981年に群馬県道33号渋川松井田線として無料開放）が開通したことが致命的となって1966年7月13日に休止した後、同年12月19日に復活後わずか5年で廃止された。

### 年表

関東鋼索鉄道の社章

- 1927年（昭和2年）7月8日 関東鋼索電気鉄道に対し鉄道免許状下付[4]。
- 1928年（昭和3年）7月2日 関東鋼索鉄道株式会社設立[5][6]。
- 1929年（昭和4年）9月6日 関東鋼索鉄道により開業[7]。
- 1934年（昭和9年）2月12日 伊香保ケーブル鉄道株式会社に社名変更[6]。
- 1944年（昭和19年）
  - 2月11日 営業休止。
  - 9月 金属類回収令のため客車、レールを撤去し供出[2]。
- 1961年（昭和36年）8月13日 運行再開[1][8]。
- 1963年（昭和38年）5月25日 東京急行電鉄に買収される[9]。
- 1966年（昭和41年）
  - 7月11日 休止許可[10]。
  - 7月13日 休止[11]。
  - 12月19日 廃止許可[12]。

## 運行概要
1961年の再開時点
- 運行本数：8:30から17:30まで終日30分間隔
- 所要時間：全線11分
- 運賃：片道100円

## 車両
戦後の1961年から使われた車両は日立製作所製であり、それぞれ「いかほ」「はるな」の愛称がつけられていた。デザインは、同じメーカーによる1959年製造の六甲ケーブル（兵庫県）や1964年製造の八栗ケーブル（香川県）の車両に酷似していた。

## 駅一覧
新伊香保駅 - 榛名山駅

## 輸送・収支実績
| 年度 | 輸送人員（人） | 営業収入（円） | 営業費（円） | 営業益金（円） | その他益金（円） | その他損金（円）        | 支払利子（円） |
| ---- | -------------- | -------------- | ------------ | -------------- | ---------------- | ----------------------- | -------------- |
| 1929 | 51,596         | 22,649         | 10,529       | 12,120         |                  |                         | 8,788          |
| 1930 | 149,521        | 66,012         | 35,355       | 30,657         | 自動車業2,694    |                         | 39,733         |
| 1931 | 109,213        | 87,661         | 37,680       | 49,981         |                  | 自動車業4,743           | 40,327         |
| 1932 | 111,165        | 54,006         | 36,714       | 17,292         |                  | 自動車業718償却金16,000 | 228            |
| 1933 | 140,829        | 64,048         | 38,686       | 25,362         |                  | 償却金24,000            | 570            |
| 1934 | 141,383        | 62,708         | 39,191       | 23,517         |                  | 償却金22,000            | 601            |
| 1935 | 153,295        | 66,855         | 43,229       | 23,626         |                  | 償却金23,000            | 471            |
| 1936 | 174,882        | 74,582         | 45,218       | 29,364         |                  | 償却金10,000            | 9,333          |
| 1937 | 147,740        | 64,821         | 44,312       | 20,509         |                  | 償却金2,000             | 17,938         |
| 1939 | 218,676        |                |              |                |                  |                         |                |
| 1941 | 291,734        |                |              |                |                  |                         |                |
| 1943 | 303,475        |                |              |                |                  |                         |                |
| 1963 | 102,852        | 19,052,713     |              |                |                  |                         |                |

- 鉄道統計資料、鉄道統計、国有鉄道陸運統計、私鉄統計年報各年度版、伊香保誌